# Лазаревичи (Ленинградская область)
Лазаревичи — деревня в Тихвинском городском поселении Тихвинского района Ленинградской области.

## История
Деревня Лазеровичи, состоящая из 30 крестьянских дворов, упоминается на «Специальной карте западной части России» Ф. Ф. Шуберта 1844 года.

ЛАЗАРЕВИЧИ — деревня Стретиловского общества, прихода Боровенского погоста. Река Тихвинка.

Крестьянских дворов — 30. Строений — 45, в том числе жилых — 34.

Число жителей по семейным спискам 1879 г.: 88 м. п., 84 ж. п.; по приходским сведениям 1879 г.: 88 м. п., 84 ж. п..

В конце XIX — начале XX века деревня административно относилось к Костринской волости 3-го земского участка 1-го стана Тихвинского уезда Новгородской губернии.

ЛАЗАРЕВИЧИ — деревня Стретиловского общества, дворов — 32, жилых домов — 31, число жителей: 107 м. п., 117 ж. п.
 
Занятия жителей — земледелие, судоходство. Река Тихвинка. Хлебозапасный магазин. (1910 год)

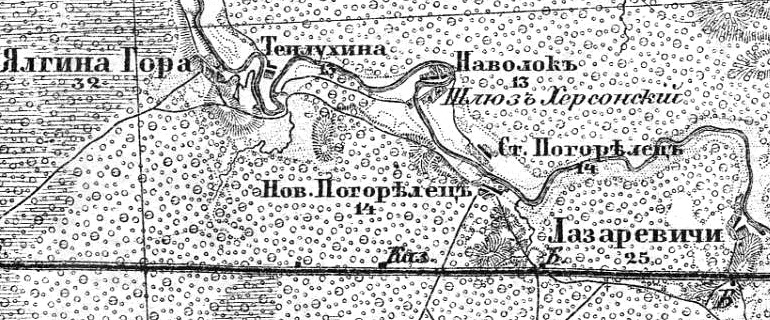
Деревня Лазаревичи на карте 1913 года

Согласно карте Петроградской и Новгородской губерний 1913 года деревня Лазаревичи насчитывала 25 дворов.
С 1917 по 1918 год деревня Лазаревичи входила в состав Костринской волости Тихвинского уезда Новгородской губернии. 
С 1918 года в составе Череповецкой губернии.
С 1924 года в составе Пригородной волости.
С 1927 года в составе Фишевогорского сельсовета Тихвинского района.
В 1928 году население деревни Лазаревичи составляло 242 человека.
Согласно карте Ленинградской области Северо-западного аэрогеодезического треста ГГУ издания 1932 года деревня насчитывала 26 крестьянских дворов.
По данным 1933 года деревня Лазаревичи входила в состав Фишевогорского сельсовета Тихвинского района.
С 1954 года в составе Лазаревичского сельсовета.
В 1958 году население деревни Лазаревичи составляло 157 человек.
По данным 1966, 1973 и 1990 годов деревня Лазаревичи также входила в состав Лазаревичского сельсовета Тихвинского района, административным центром сельсовета была деревня Стретилово.
В 1997 году в деревне Лазаревичи Лазаревичской волости проживали 42 человека, в 2002 году — 51 (русские — 98 %), административным центром волости был посёлок Берёзовик.
В 2007 году в деревне Лазаревичи Тихвинского ГП проживали 48 человек, в 2010 году — 40.

## География
Деревня расположена в юго-западной части района на автодороге 41К-923 (подъезд к дер. Лазаревичи).
Расстояние до административного центра поселения — 10 км.
Расстояние до ближайшей железнодорожной станции Тихвин — 3 км. Ближайший остановочный пункт — платформа Лазаревичи (196 км).
Деревня находится на левом берегу реки Тихвинка.

## Демография
| 1879 | 1910 | 1928 | 1958 | 1997 | 2002 | 2007 |
| ---- | ---- | ---- | ---- | ---- | ---- | ---- |
| 172  | ↗224 | ↗242 | ↘157 | ↘42  | ↗51  | ↘48  |
| 2010 | 2017 |      |      |      |      |      |
| ↘40  | ↗57  |      |      |      |      |      |

### Национальный состав
Согласно данным Всероссийской переписи населения 2021 года в деревне проживали 33 человека, из них:
 русские — 32, белорусы — 1 человек.

## Улицы
Садовый квартал, Танкистов, Хараустово.